# Khors Air
Khors Air — чартерная украинская авиакомпания, расположенная в Киеве, выполняющая в основном чартерные рейсы по Украине, Европе и Ближнему Востоку из Киевского международного аэропорта.

## Деятельность
Авиакомпания была основана в 1990 году, имела парк самолётов: Ил-76, Як-40, Ан-24 и Ан-26. В 1992 году приобретён Ан-12. В 2000 году Khors Air заменила стареющий флот советских самолётов американскими самолётами McDonnell Douglas DC-9, а в 2004 году самолётами McDonnell Douglas MD-82. В 2005 году были открыты рейсы из Киева в Дубай, Мале, Джакарту на Boeing 757, но вскоре данные рейсы были отменены.
С марта 2013 года Khors Air предлагает еженедельно запланированные внутренние рейсы в Ивано-Франковск, чартерные рейсы в Афины.
Фактически авиакомпания не работает на Украине, используя свои самолёты в Иране и других странах Ближнего Востока.

## Флот
На июль 2018 год средний возраст самолётов составляет 17,7 лет.
| Самолёт        | Количество |
| -------------- | ---------- |
| Airbus A321    | 2          |
| Boeing 737-300 | 2          |
| Boeing 737-500 | 3          |
| Всего          | 7          |